# Coulaures
Coulaures é uma comuna francesa na região administrativa da Nova Aquitânia, no departamento Dordonha. Estende-se por uma área de 28,58 km². Em 2010 a comuna tinha 799 habitantes (densidade: 28 hab./km²).